# Manuel Kastels
Manuel Kastels (šp. Manuel Castells Oliván; Elin, Albasete, 2. februar 1942) španski je sociolog, poznat po istraživanju informacionog društva i masovnih komunikacija sa sociološkog aspekta.
Prema istraživanju Citatnog indeksa za društvene nauke („”.) za period 2000 — 2009. godine, Manuel Kastels zauzima peto mesto u svetu među najcitiranijim živim teoretičarima koji se bave društvenim naukama, a prvo mesto kao naučnik koji istražuje masovne komunikacije.
Član je Međunarodnog etičkog, naučnog i političkog kolegijuma, vodeće ekspertske organizacije za razvoj sredstava kojima bi se omogućilo prevazilaženje problema u uspostavljanju mirnog, društveno pravednog i ekonomski održivog sveta.

## Život
Manuel Kastels je prvobitno odrastao u La Manči, ali se preselio u Barselonu gde je studirao prava i ekonomiju. Iako je konzervativne prirode, Kastels kaže:
Moji roditelji su bili dobri roditelji. Bili smo konzervativna porodica – veoma konzervativna porodica. Uprkos tome, rekao bih da je glavna stvar koja je uticala na formiranje mog karaktera, pored mojih roditelja, bila činjenica da sam odrastao u fašističkoj Španiji. Teško je ljudima kasnijih generacija da shvate šta to ustvari znači, čak i mlađim generacijama u Španiji. Bilo je potrebno odupreti se čitavoj okolini i ostati svoj, trebalo se boriti i politički angažovati od uzrasta 15-16 godina.
Kastels je bio politički aktivan u studentskom anti-Franko pokretu, adolescentski politički aktivizam koji ga je naterao da izbegne iz Španije u Francusku. U Parizu, sa 20 godina, završio je diplomske studije, a potom nastavio na Pariskom univerzitetu gde je doktorirao na sociologiji. Sa 24 godine, Kastels je postao predavač na nekoliko Pariskih univerziteta u periodu 1967-1979. Prvo na X pariskom univerzitetu Nonter (gde je podučavao Danijela Kona-Bendita), odakle je otpušten 1968. godine tokom studentskih protesta, potom u školi za napredne studije društvenih nauka od 1970-1979.
Godine 1979. Univerzitet Kalifornije u Berkliju, postavio je ga je za profesora sociologije i profesora urbanog i regionalnog planiranja. Godine 2001, kao profesor bavio se istraživanjem na Otvorenom univerzitetu Katalonije u Barseloni. Godine 2003. se pridružio Univerzitetu Južne Kalifornije - Aneberg školi za komunikacije kao profesor komunikacija i prvi predsednik katedre za komunikacije i tehnologije. Kastels je jedan od osnivača Centra za javnu međunarodnu diplomatiju na južnokalifornijskom univerzitetu i član je Aneberg istraživačke mreže na međunarodnim komunikacijama. Kastels boravi, kako u Španiji, tako i u SAD; oženjen je Emom Kiseljovom. Od 2008. godine član je upravnog odbora Evropskog instituta za inovacije i tehnologije.

## Rad
Sociološki rad Manuela Kastelsa sintetiše empirijsku istraživačku literaturu sa elementima urbane sociologije, organizacionih nauka, studije interneta, društvenih pokreta, sociologije kulture i političke ekonomije. O poreklu mrežnog društva tvrdi da promene u mrežnom obliku preduzeća datiraju ranije od elektronskih internet tehnologija (uglavnom) povezanih sa mrežnim oblikom organizacije. Štaviše, on je iskovao pojam Četvrti svet označavajući subpopulacije društevno isključene iz globalnog društva; uobičajena podela označava nomadski, pastoralni i lovno-sakupljački način života iznad granica savremenih industrijskih normi.
Kastels tvrdi da doba informacija može da „oslobodi moć uma”, koja bi društveno povećala produktivnost pojedinca i dovela do više slobodnog vremena, dozvoljavajući pojedincu da dosegne veće duhovne dubine I svest o okruženju. Takva promena bi bila pozitivna, kaže on, tako što bi uzrokovala smanjenje korišćenja resursa. Doba informacija, doba konzumacije i mrežno društvo su samo načini da se opiše moderan život, kakav znamo danas i da se dočara budućnost društva. Kako Kastels predlaže, savremeno društvo može da se opiše kao „zamena zastarele metafore mašina sa metaforom mreža”. Tokom 1970-ih, prateći stope Alena Turena (svog intelektualnog uzora), Kastels je postao ključ razvoja varijacija marksističke urbane sociologije koja naglašava ulogu društvenih pokreta u konfliktnoj transformaciji gradova. On je uveo koncept „kolektivne potrošnje” (javni prevoz, skloništa, pansioni…) pokazujući širok spektar društvenih poteškoća kroz ekonomsku i poličku sliku od strane državne intervencije.
Prevazilazeći marksističke strukture u ranim 1980-im, koncentrisao se na ulogu novih tehnologija u restrukturiranju ekonomije. Godine 1989. uveo je koncept „prostor protoka”, materijalne i nematerijalne komponente globalne informativne mreže korišćene za realno vreme, dugoročnu koordinaciju ekonomije. U 1990-im je kombinovao svoje dve istraživačke grane u Doba informacija: ekonomija, društvo i kultura (The Information Age: Economy, Society and Culture), objavljeno kao trilogija, Uspon mrežnog društva iz 1996. (The Rise of the Network Society), Moć identiteta (The Power of Identity) iz 1997, Kraj milenijuma (End of Millennium) iz 1998; dve godine nakon svetskog objavljivanja knjiga, povoljna kritička prihvaćenost na univerzitetskim seminarima, dovela je do reizdanja koje se razlikuje oko 40% od prvog izdanja.
Trilogije Doba informacija : ekonomija, društvo i kultura podrazumevaju 3 sociološke dimenzije – proizvodnju, moć i iskustvo – ističući da organizacija ekonomije, kako državne tako i njenih institucija i načini na koje ljudi stvaraju smisao u svom životu kroz kolektivne akcije su nesvodljivi izvori ljudske dinamike – koji se mogu posmatrati kao neprimetni (diskretni) i međusobno povezani entiteti. Štaviše, postao je poznati teoretičar kibernetičke kulture sa svojom analizom razvoja interneta ističući uloge države (vojne i akademske), društvenih pokreta (kompjuterskih hakera i društevni aktivisti) i poslova u oblikovanju ekonomske infrastrukture shodno svojim (konfliktnim) interesima. Trilogija govori: „Naša društva se grupišu oko suprotnih polova Mreže i Pojedinca ( ja, sebe )”, Mreža predstavlja mrežu organizacija koje menjaju vertikalno postavljene hijerarhije kao dominantne forme društevene organizacije, pojedinac predstavlja navike koje osoba koristi u potvrđivanju društevnog indetiteta I značenja u stalno promenljivom kulturnom pejzažu.
Kastelsovo najpoznatije delo je trilogija knjiga pod naslovom "The Information Age economy society and culture" i obuhvata tri sociološke dimenzije: proizvodnju, moć i iskustvo naglašavajui da su organizacija ekonomije, države i njenih institucija i načini na koje ljudi stvaraju smisao u svojim životima kroz kolektivnu akciju, nesmanjivi izvori društvene dinamike. U toj trilogiji, Kastels navodi da su "naša društva sve više strukturisana oko bipolarne opozicije odnosa društvene mreže sa korisnikovim "ja". 

## Publikacije
Kastels je jedan od najcitiranijih socijalnih i komunikacijskih naučnika . Napisao je više desetina knjiga (većina neprevedena na srpskom jeziku), a neke od njih su:
- (Alan Šeridan, prevodilac na engleskom). London, Edward Arnold (1977) (U originalu objavljena na francuskom 1972.)
- (1978)
- (1980)
- (1983)
- (1989)
- (1994)
- The Information Age trilogy:

1. Castells, Manuel (1996). The Rise of the Network Society, The Information Age: Economy, Society and Culture Vol. I. Cambridge, MA; Oxford, UK: Blackwell. ISBN 978-0-631-22140-1.
2. Castells, Manuel (1997). The Power of Identity, The Information Age: Economy, Society and Culture Vol. II. Cambridge, MA; Oxford, UK: Blackwell. ISBN 978-1-4051-0713-6.
3. Castells, Manuel (1998). End of Millennium, The Information Age: Economy, Society and Culture Vol. III. Cambridge, MA; Oxford, UK: Blackwell. ISBN 978-0-631-22139-5.

- The Internet Galaxy, Reflections on the Internet, Business and Society. Oxford, Oxford University Press (2001)
- The Information Society and the Welfare State: The Finnish Model. Oxford University Press.. Oxford (2002) (co-author, Pekka Himanen)
- The Network Society: A Cross-Cultural Perspective. 2004. ISBN 978-1-84542-435-0.. Cheltenham, UK; Northampton, MA, Edward Elgar, (urednik i koautor).
- -{The Network Society: From Knowledge to Policy. Washington, DC, Center for Transatlantic Relations (2006)-) (co-editor)
- Mobile Communication and Society: A Global Perspective. Cambridge, MA, MIT Press (2006) (co-author)
- Communication power. 2009. ISBN 978-0-19-956704-1.. Oxford/New York, Oxford University Press.
- Aftermath: the cultures of the economic crisis. Oxford, UK: Oxford University Press. 2012. ISBN 978-0-19-965841-1.
- Networks of Outrage and Hope. Social Movements in the Internet Age. 2012. ISBN 978-0-7456-6284-8.. Cambridge, MA, Polity Press.

Skorije publikacije u stručnim časopisima
- „Switching power: Rupert Murdoch and the global business of media politics: A sociological analysis”. International Sociology. 23 (4): 488. 2008. doi:10.1177/0268580908090725. Архивирано из оригинала 20. 08. 2008. г. Приступљено 25. 08. 2018.. International Sociology .
- „The structure and dynamics of global multimedia business networks”. 2008.. International Journal of Communication 2707-48.
- „Communication, power and counter-power in the network society”. 1 (1). 2007: 238—66..

Relevantni radovi
- „Social Uses of Wireless Communications: The Mobile Information Society” (PDF)., koutor rada za International Workshop on Wireless Communication Policies and Prospects: A Global Perspective, USC, 8–9 oktobar 2004.

Knjige o Manuelu Kastelsu
- (2002)
- (2003)
- (2006)
- (2011)

## Literatura
- Ince, Martin (2003). Conversations with Manuel Castells. Oxford: Polity Press.

## Spoljašne veze
- Stranica Kastelsa na Anenbergu
- Stranica Kastelsa na Berkliju (Professor Emeritus listing)
- Sajt posvećen njegovom radu, napravio Otvoreni univerzitet u Kaliforniji
- „Sat vremena dug intervju Kastelsa iz 2001. godine”. Архивирано на веб-сајту  (19. децембар 2018)
- „Konferencija o njegovim istraživanjima”. Архивирано на веб-сајту  (1. фебруар 2014)